# The Promise of a New Day
The Promise of a New Day – piosenka i drugi singel z drugiego albumu amerykańskiej piosenkarki Pauli Abdul, zatytułowanego Spellbound. Została wydana w czasie, kiedy poprzedni singel, „Rush Rush”, był jednym z najczęściej odtwarzanych utworów w rozgłośniach radiowych. Dotarł do pierwszego miejsca listy Billboard Hot 100. Był to jej szósty i ostatni jak do tej pory singel, który tego dokonał.

## Teledysk
Teledysk został nakręcony w Hawajach, z użyciem blue boxa. Sceny z piosenkarką nagrano później, gdyż nie mogła pojawić się na planie. Wideoklip wzbudził kontrowersje z powodu wydłużenia obrazu, który sprawiał, że Abdul była smuklejsza niż była w rzeczywistości.

## Lista piosenek
Stany Zjednoczone – 5" CD
1. „The Promise of a New Day” – 7" Edit
2. „The Promise of a New Day” – West Coast 7"
3. „The Promise of a New Day” – West Coast 12"
4. „The Promise of a New Day” – Extended Club Version
5. „The Promise of a New Day” – West Coast Dub

Wielka Brytania – 12" 
1. „The Promise of a New Day” – West Coast 12"
2. „The Promise of a New Day” – Album Version
3. „The Promise of a New Day” – Extended Club Version

Stany Zjednoczone – kaseta magnetofonowa
1. „The Promise of a New Day” – 7" Edit
2. „The Promise of a New Day” – 12" Mix/West Coast 12"

### Remiksy
- West Coast 12"
- West Coast 7"
- West Coast Dub
- East Coast Remix
- 7" Edit
- Extended Club Version

## Pozycje na listach przebojów
| Lista (1991)                      | Najwyższa pozycja |
| --------------------------------- | ----------------- |
| U.S. Billboard Hot 100            | 1                 |
| U.S. Hot Dance/Maxi Singles Sales | 1                 |
| Canadian Charts                   | 1                 |
| Australia ARIA Singles Chart      | 31                |
| UK Singles Chart                  | 52                |
| LP3                               | 22                |

### Podsumowanie roku
| Lista (1991)           | Pozycja |
| ---------------------- | ------- |
| U.S. Billboard Hot 100 | 41      |